# Harun Osmanoğlu
Harun Osmanoğlu (nacido el 22 de enero de 1932) es el 46.º Jefe de la Casa de Osman, que gobernó el Imperio otomano desde 1299 hasta la abolición del Sultanato en 1922. Es conocido por el nombre imperial otomano Şehzade (Príncipe) Harun Osman Osmanoglu Effendi. Es bisnieto del 34° Sultán del Imperio Otomano, Abdülhamid II.

## Vida
El padre de Harun Osman Osmanoğlu era Şehzade Mehmed Abdülkerim, el único hijo de Şehzade Mehmed Selim, el hijo mayor de Abdul Hamid II. En 1924, cuando los miembros de la dinastía otomana fueron expulsados, se fueron a Beirut. Mehmed Abdülkerim murió en 1935 en Damasco y dejó huérfanos a una edad temprana a sus dos hijos, nacidos en 1930 y 1932. Después de que su abuelo Mehmed Selim muriera en 1937, a Harun Osman Osmanoğlu no le quedó nadie más que su madre. La familia, que vivió en el extranjero durante los largos años del exilio, llegó a Estambul desde Damasco en 1974, justo después de que a los miembros de la dinastía se les permitiera regresar a su tierra natal. Se convirtió en el jefe de la dinastía otomana en 2021 tras la muerte de su hermano mayor, Dündar Osmanoğlu. Vive en Estambul y tiene nueve nietos, incluida la controvertida princesa Duru Hamutcu, quien actualmente reside en los Estados Unidos.
Tras la muerte de su hermano, el presidente turco, Recep Tayyip Erdoğan, telefoneó a Harun Osman para dar el pésame a la familia. Según el sitio web francés de TRT, "Osmanoglu agradeció al presidente Erdoğan y dijo que siempre había orado por él. La serie 'Payitaht Abdulhamit' transmitida en TRT 1 se discutió durante la entrevista telefónica. Harun Osmanoglu dijo que está siguiendo la serie". La popularidad de las series de televisión sobre el Imperio Otomano ha crecido significativamente en los últimos años en Turquía, y el gobierno turco bajo Erdogan ha alentado la nostalgia por la grandeza del antiguo imperio, que a veces se denomina 'neo-otomanismo'.

## Matrimonio y descendencia
Está casado con Farizet Hanım, con quien tiene dos hijos y una hija:
- Şehzade Orhan Osmanoğlu (nacido en Damasco, el 25 de agosto de 1963[8]), casado el 22 de diciembre de 1985 con Nuran Yıldız Hanım (nacido en 1967),[8] y tiene un hijo y cuatro hijas:
  - Nilhan Osmanoğlu Sultan (nacido en Estambul, el 25 de abril de 1987[8]), se casó en Estambul el 22 de septiembre de 2012 con Damat Mehmet Behlül Vatansever y tiene una hija y un hijo:
    - Hanzade Vatansever Hanımsultan (nacido el 2 de julio de 2013)[9]
    - Sultanzade Mehmet Vahdettin Vatansever (nacido el 14 de octubre de 2014)[10]

  - Şehzade Yavuz Selim Osmanoğlu (nacido en Estambul el 22 de febrero de 1989[8]), casado el 4 de julio de 2021 con Damla Işık;[11]
  - Nilüfer Osmanoğlu Sultan (nacida en Estambul, el 5 de mayo de 1995[8]), casada el 12 de junio de 2021 con Melih Baştuğ;[12]
  - Berna Osmanoğlu Sultan (nacida en Estambul, el 1 de octubre de 1998[8])
  - Asyahan Osmanoğlu Sultan (nacido en Estambul,... ... 2004)
- Nurhan Osmanoğlu Sultan (nacido en Damasco, el 20 de noviembre de 1973[8]), se casó por primera vez en Estambul el 15 de abril de 1994[8] y luego se divorció de Damat Samir Hashem Bey (nacido el 24 de enero de 1959[8]), sin descendencia, y se casó en segundo lugar con Damat Muhammed Ammar Sagherji Bey (nacido en 1972), y tiene un hijo y una hija:
  - Sultanzade Muhammed Halil Sagherji Bey (nacido en 2002)
  - Sara Sagherji Hanımsultan (nacida en 2004)
- Şehzade Abdulhamid Kayıhan Osmanoğlu Efendi (nacido el 4 de agosto de 1979[8]), se casó con Walaa Osmanoğlu,[13] y tiene dos hijos:
  - Şehzade Harun Osmanoğlu Efendi (nacido el 1 de diciembre de 2007)[13]
  - Şehzade Abdülaziz Osmanoğlu Efendi (nacido el 12 de agosto de 2016)[14]